# District d'Achham
Le district d'Achham (en népalais : अछाम जिल्ला) est l'un des 77 districts du Népal. Il est rattaché à la province de Sudurpashchim Pradesh. La population du district s'élevait à 256 188 habitants en 2011.

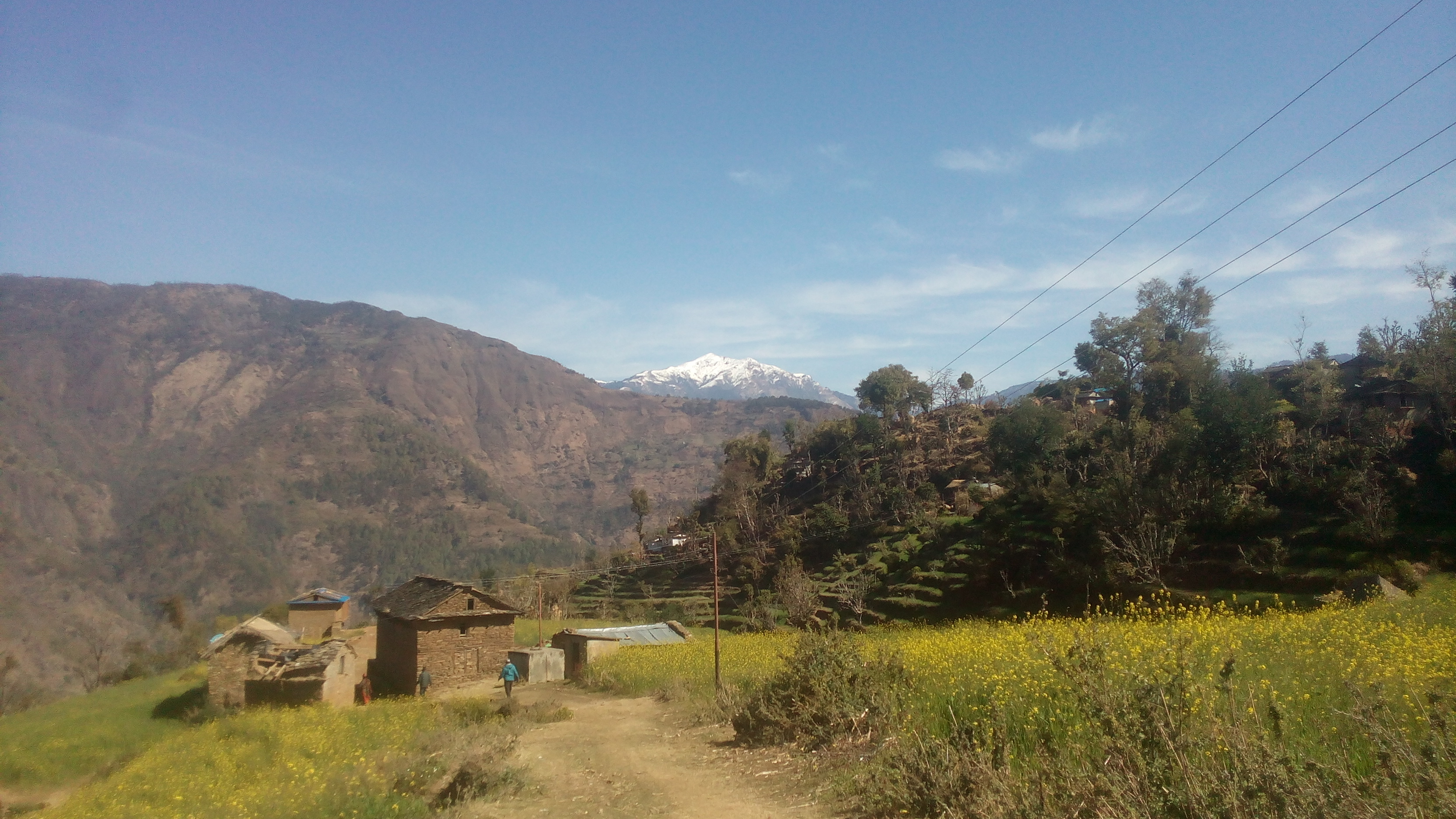
District d’Achham – Vue

## Histoire
Il faisait partie de la zone de Seti et de la région de développement Extrême-Ouest jusqu'à la réorganisation administrative de 2015 où ces entités ont disparu.

## Subdivisions administratives
Le district d'Achham est subdivisé en 10 unités de niveau inférieur, dont 4 municipalités et 6 gaunpalikas ou municipalités rurales.
| #  | Nom                 | Nom en népalais | Type         | Population (2011) | Superficie (km2) |
| -- | ------------------- | --------------- | ------------ | ----------------- | ---------------- |
| 1  | Mangalsen           | मङ्गलसेन          | municipalité | 32 331            | 220,14           |
| 2  | Kamalbazar          | कमलबजार          | municipalité | 23 738            | 120,78           |
| 3  | Sanphebagar         | साँफेबगर           | municipalité | 33 788            | 166,71           |
| 4  | Panchadewal Binayak | पञ्चदेवल विनायक     | municipalité | 27 485            | 147,75           |
| 5  | Chaurpati           | चौरपाटी            | gaunpalika   | 25 149            | 182,16           |
| 6  | Mellekh             | मेल्लेख            | gaunpalika   | 24 670            | 134,78           |
| 7  | Bannigadhi Jayagadh | बान्नीगढी जयगढ      | gaunpalika   | 17 359            | 58,26            |
| 8  | Ramaroshan          | रामारोशन           | gaunpalika   | 25 166            | 173,33           |
| 9  | Dhakari             | ढँकारी             | gaunpalika   | 21 562            | 227,88           |
| 10 | Turmakhand          | तुर्माखाँद           | gaunpalika   | 24 940            | 232,07           |